# Кремінь (фільм, 2007)
«Кремінь» — російський фільм 2007 року, режисер Олексій Мизгирьов, драма.

## Сюжет
За сюжетом, Антон Ремізов щойно демобілізувався з армії. Вирішивши, що в рідному Альметьєвську робити йому нма чого, він вирушає «підкорювати» Москву. Хлопець сподівається на допомогу в працевлаштуванні від своєї старої знайомої. Коли ж йому відмовили, він поступає на службу в місцеву міліцію. Це виявляється його справжнім покликанням.

## Ролі
| Актор                 | Роль                 |
| --------------------- | -------------------- |
| Євген Антропов        | Антон                |
| Безбородова Анастасія | Зіна                 |
| Сергій Шеховцов       | Микола, батько Зіни  |
| Тетяна Насташевська   | мати Зіни            |
| Дмитро Куличков       | сержант Чахлов       |
| Карен Бадалов         | майор                |
| Віктор Алфьоров       | продавець годинників |
| Олександр Голубів     | прапорщик            |

## Художні особливості
Фільм перегукується з «Плюмбум, або Небезпечна гра» режисера Вадима Абдрашитова і з фільмом «Таксист» Мартіна Скорсезе.

## Цікаві факти
- Фільм допущений в обмежений кінопрокат.
- В кінці фільму на дошці пошани висить вирізка із заголовком «Рядовий ППС викрив банду сутенерів», але в статті йдеться про смерть Івана Павла II.